# بيان تطلعي
في قانون العمل في الولايات المتحدة، يمثل البيان التطلعي أو بيان الملاذ الآمن بيانًا لا يمكن الاعتداد به وحده كحقيقة تاريخية مجردة. يتنبأ البيان التطلعي بالفعاليات المستقبلية باعتبارها توقعات أو أشياء محتملة الحدوث أو يقوم بالتخطيط لها أو استغلالها.

## السند القانوني في الولايات المتحدة
بموجب القانون الأمريكي، القسم 27 أ من قانون الضمانات الصادر عام 1933،

## روابط أخرى
- تحليل تاريخي وقانوني للبيانات التطلعية